# Brooklands (circuit)
Brooklands is een voormalig circuit voor auto- en motorraces in het zuiden van het Verenigd Koninkrijk, gelegen tussen de plaatsen Weybridge en Byfleet. Het werd in 1907 geopend en werd tijdens de Tweede Wereldoorlog gesloten. Een deel van het terrein is nog in gebruik als vliegveld.
Dit was een van de eerste - zo niet het eerste - speciaal gebouwde circuit in Engeland. In die periode was het al wel gebruikelijk wedstrijden voor auto's en motorfietsen te houden, maar, vanwege de zeer strikte snelheidsbeperkingen op openbare wegen, waren dit meestal betrouwbaarheidsritten. Deze betrouwbaarheidsritten hadden enkele grote nadelen:
- Snelheid van motorfietsen en auto's kon niet vergeleken worden.
- Het publiek zag er niets van, met uitzondering van degenen die de stoet toevallig door hun dorp of stad zagen rijden.
- Er was geen betalend publiek.
- De pers was slechts matig geïnteresseerd omdat men het wedstrijdverloop moeilijk kon volgen.
- Om de betrouwbaarheid echt te testen moesten grote afstanden in meerdere dagen gereden worden.

Het circuit was 100 voet (30 meter) breed en 4400 meter lang. Er werden kombochten toegepast, die op sommige plaatsen meer dan 9 meter hoog waren. Er werd ook nog een apart recht stuk aangelegd, de "finishing straight", waardoor de totale lengte op 5200 meter kwam.
Door het gebruik van kombochten kon men voor die tijd extreem hoge snelheden gebruiken. Door het volgen van de "fifty foot line", een lijn die in het midden van de baan liep, hoefde de coureur in theorie het stuur van zijn voertuig niet te draaien en reed dit als vanzelf door de bochten.

## Geschiedenis

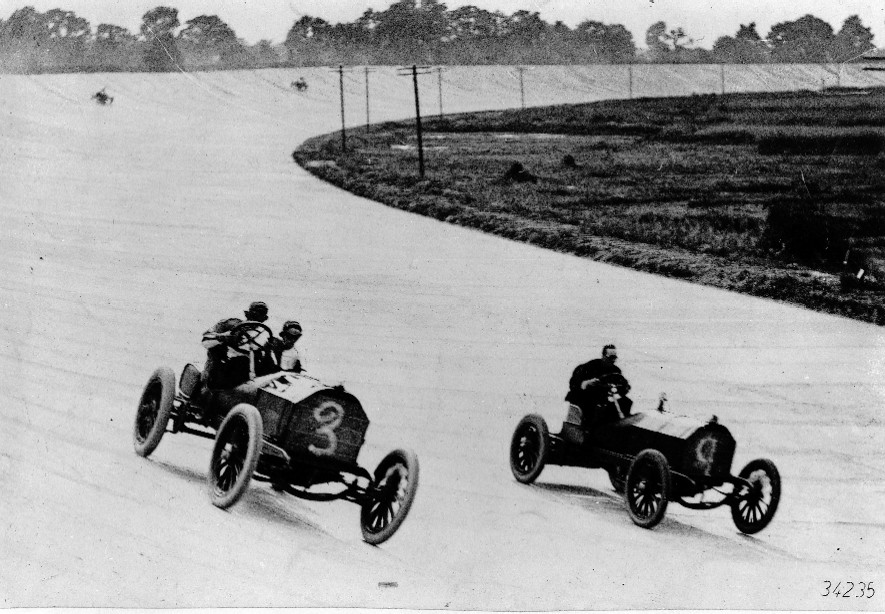
Brooklands in 1907

Het circuit van Brooklands werd in 1907 in gebruik genomen. Het was een initiatief van Hugh Locke-King.
Elf dagen na de opening van het circuit werd al een gemengde 24-uurs auto- en motorrace georganiseerd, waarbij honderden spoorweglantaarns als verlichting van de baan werden gebruikt.
In 1908 werd het circuit uitgebreid met een vliegveld, dat heden ten dage nog in gebruik is. Zowel vliegtuigfabrikanten (bijvoorbeeld Sopwith, Blériot, Martinsyde en Vickers) als motorfietsfabrikanten (ABC, een onderdeel van Sopwith) vestigden zich op en rond het terrein. De eerste vlucht van een Brits vliegtuig werd hier in 1908 gemaakt door Alliott Verdon-Roe, die later de vliegtuigfabriek Avro oprichtte. Er werden ook diverse vliegscholen op Brooklands gevestigd.
In 1926 werd de eerste Grand Prix voor motorfietsen georganiseerd. In deze tijd was het voor een fabrikant van motorfietsen of auto's belangrijk de hoogste op Brooklands gemeten snelheid in advertenties te vermelden.
Op 9 mei 1930 vond tijdens de eerste dag van de Double Twelve Hour Race op Brooklands een ernstig ongeluk plaats. Een Talbot, bestuurd door Euan Rabagliati kwam in botsing met de Talbot van een teamgenoot. Er vielen twee doden, onder wie de monteur/bijrijder van Rabagliati, en een twintigtal toeschouwers raakte gewond. De derde Talbot werd uit de race teruggetrokken. Het ongeval kwam bekend te staan onder de naam Brooklands Crash.
Op 7 oktober 1935 vestigde de in het nabijgelegen Esher geboren coureur John Cobb het plaatselijke snelheidsrecord, toen hij met een Napier Railton een gemiddelde snelheid behaalde van 230,84 km/u. 
In de Tweede Wereldoorlog werd het terrein uitgebreid gecamoufleerd, vanwege de vele vliegtuigfabrieken die nu oorlogsproductie draaiden. Ook het circuit werd hiervoor gebruikt en behalve verf werden ook bomen en struiken gebruikt, die soms op het circuit werden geplant. Hierdoor was dit na de oorlog in zeer slechte staat en eigenlijk onbruikbaar. Het circuit inclusief vliegveld werd verkocht aan Vickers-Armstrongs. In 1951 werden delen van de kombochten afgebroken om het landen en opstijgen van vliegtuigen te vergemakkelijken.
In 1987 werd het Brooklands Museum geopend. In 2001 werden de restanten van het circuit tot monument bestempeld, waardoor verdere afbraak werd voorkomen. In 2004 werd het vliegveld en de restanten van het circuit verkocht aan Mercedes-Benz, dat het terrein heeft uitgebreid met een conferentiecentrum en een testbaan.
Brooklands is nog in gebruik voor vliegfeesten, presentaties van auto's en als start- of eindpunt van auto- en motorritten.
James May gebruikte het circuit in het BBC Two programma James May's Toy Stories voor een race met Scalextric slot cars en haalde daar een Guinness Book of Records vermelding mee.